# Dorcadion auratum
Dorcadion auratum är en skalbaggsart som beskrevs av Tournier 1872. Dorcadion auratum ingår i släktet Dorcadion och familjen långhorningar. Inga underarter finns listade i Catalogue of Life.